# Arabelle Solutions
Arabelle Solutions (anciennement GE Alstom Nuclear Systems, ou GEAST) est une multinationale française chargée de la production des turbines Arabelle destinées aux réacteurs EPR (activités nucléaires portant sur l’îlot conventionnel), de l’entretien et du renouvellement des turbo-alternateurs des 56 réacteurs nucléaires français.
L'entreprise, dont le siège social se situe à Nanterre, est présente dans près de 16 pays dont la France, le Royaume-Uni, la Chine, la Finlande, l'Inde, ou encore la Roumanie. Elle développe dans son usine historique de Belfort la turbine Arabelle-1700, modèle le plus puissant au monde. Elle a été créée lors du rachat d'Alstom Power en tant que coentreprise entre GE et Alstom, permettant ainsi à la France de conserver un droit de veto (ou golden share).
En 2018, Alstom se désengage de GE Alstom Nuclear Systems, cédant ses 20 % restants à GE et mettant fin à cette «alliance» qu'elle prônait avec GE,. Depuis mai 2024, Arabelle Solutions est une filiale détenue à 100 % par EDF, issue du rachat des activités hors Amériques de GE Steam Power au groupe américain GE Vernova.

## Historique

### Origines
En 1903, l'ingénieur français Auguste Rateau crée la Société pour l’exploitation des appareils Rateau. L'entreprise s'installe en 1917 à La Courneuve. Dans les années 1950, Rateau et General Electric développent les premières turbines à vapeur pour des centrales nucléaires à Marcoule en France, et à Dresden aux États-Unis.

### 1970: acquisition par Alstom
En 1970, Alstom acquiert la Société Rateau qui devient Alstom Rateau, ainsi que ses sites de Belfort et La Courneuve.
La principale usine du groupe, située à Belfort, fabrique entre les années 1970 à 90 la totalité des turbines à vapeur pour les 58 réacteurs du parc nucléaire français,. Le nom de turbine Arabelle vient de la contraction de « Alstom Rateau Belfort Le Bourget ».
Le modèle Arabelle-1700 est la turbine à vapeur la plus puissante au monde, et équipe les réacteurs EPR et EPR2,. Elle est couplée à l'alternateur de très forte puissance Gigatop.

### 2014: rachat d'Alstom Power et création de GE Alstom Nuclear Systems
En 2014, le rachat partiel d'Alstom, portant sur ses activités du secteur énergie (soit Alstom Power et Alstom Grid) par General Electric (GE) est proposé pour un montant de 13 milliards de dollars,. Emmanuel Macron, alors conseiller puis ministre de l'économie de François Hollande, donne son accord à cette vente, Alstom sortira pratiquement du secteur au profit de son concurrent américain.
Une filiale commune GE-Alstom est alors créée : GE Alstom Nuclear Systems (GEAST). Celle-ci regroupe les activités de deux des filiales d’Alstom : Alstom Power Systems et Alstom Power Service. GEAST est alors détenu à 80 % par General Electric et à 20 % par Alstom. Elle est dotée de « règles de gouvernance spécifiques » destinées à préserver les enjeux des intérêts nationaux, dont le maintien en France d'une activité stratégique développée par Alstom, telle que la turbine Arabelle (conservation de la propriété intellectuelle et action préférentielle (dite "golden share") dans GEAST,).
En janvier 2016, GE annonce la suppression de 6 500 emplois en Europe, dont 765 en France, dans les activités énergie d'Alstom. Il est précisé que le site de Belfort ne sera pas touché,.
En juin 2016, General Electric désormais chargé de l'entretien des turbines Arabelle d'Alstom Power qui équipent les centrales nucléaires françaises, veut réduire sa responsabilité financière en cas d'incident, quitte à engager un bras de fer avec EDF.

### 2018: désengagement total d'Alstom dans GE Alstom Nuclear Systems
Selon le compte-rendu du 17 janvier 2018 de la commission d’enquête de l'Assemblée nationale chargée d’examiner les décisions de l’État en matière de politique industrielle, au regard des fusions d’entreprises intervenues, notamment dans les cas d’Alstom, d’Alcatel et de STX, ainsi que les moyens susceptibles de protéger les fleurons industriels nationaux dans un contexte commercial mondialisé, un des membres du conseil d’administration de GE Alstom Nuclear Systems (GEAST) est nommé par l’État, qui dispose d’une action spécifique lui conférant un droit de veto (ou golden share) pour toute décision « qui affecterait l’intégrité et la continuité de l’offre industrielle de GEAST autour de l’îlot conventionnel, ou remettrait en cause les droits détenus par l’État au moment de l’acquisition quant à la propriété intellectuelle ou au programme de recherche et développement dont elle a l’exclusivité ».
Le 2 octobre 2018, Alstom cède ses 20 % de participation dans ses trois co-entreprises du secteur de l'énergie avec GE, soit les co-entreprises « Renewables », « Grid » et GE Alstom Nuclear Systems pour le nucléaire,.
En 2020, General Electric alors en recherche de liquidités, est engagé dans la vente d’une partie de ses actifs, dont potentiellement GE Steam Power et GE Alstom Nuclear Systems, les activités nucléaires ex-Alstom,.

### 2022-2024: cession à EDF
En janvier 2022, le français EDF et General Electric s'entendent sur une reprise d'une partie de GE Steam Power (ex-Alstom Power Systems), les activités de GE Power dans le nucléaire. Cette ancienne activité d'Alstom Power, valorisée à un milliard d’euros, est principalement regroupée dans l'ancienne coentreprise GE Alstom Nuclear Systems (GEAST),,.
Le 10 février 2022, le français EDF et General Electric annoncent la signature d'un accord d’exclusivité concernant le projet d’acquisition par EDF des activités nucléaires mondiales de GE Steam Power portant sur l’îlot conventionnel, soit principalement les activités de GEAST et les turbines Arabelle. La vente exclut les activités américaines de GE Steam Power,,. EDF va débourser environ 175 millions d’euros pour cette transaction, une fois prises en compte les liquidités et dettes de l’activité rachetée,,.
En mars 2022, l'État français serait prêt à céder 20 % de GE Alstom Nuclear Systems (GEAST) à Rosatom, à l'issue de son rachat à General Electric par EDF, qui conserverait les 80 % restants. Rosatom, la multinationale russe spécialisée dans le nucléaire, est à l'origine de la moitié du carnet de commandes de l’usine de Belfort des turbines Arabelle où elles sont fabriquées ,,.
Début novembre 2022, l'accord est signé entre les deux parties. La reprise effective, par EDF, des activités concernées (équipements clés pour les nouvelles centrales nucléaires dont les turbines Arabelle et la maintenance et les mises à niveau de centrales nucléaires existantes hors Amériques) est prévue pour le second trimestre 2023,.
À la suite de l'invasion de l'Ukraine par la Russie, le rachat des turbines « Arabelle » de General Electric par EDF, prévu à l'été 2023, est repoussé à cause des sanctions américaines contre la Russie, qui pourraient compromettre la bonne réalisation des contrats de GEAST et notamment les livraisons de ses turbines à vapeur aux réacteurs en construction par Rosatom en Égypte, en Hongrie et en Turquie,.
Le 31 mai 2024, EDF reprend officiellement les activités nucléaires de GE Vernova (ex-GE Power) qui a succédé à General Electric, dont la maintenance et la fabrication des turbines Arabelle. Frédéric Wiscart, ancien PDG de GE Alstom Nuclear Systems (GEAST), fut nommé président d'Arabelle Solutions, nouveau nom de GEAST au sein d'EDF. Bernard Fontana, président de Framatome, également filiale d'EDF, fut nommé président du conseil d’administration d’Arabelle Solutions jusqu'en début 2025 ou il accède au poste de président à la suite du départ de Frédéric Wiscart vers Alstom transports.En Juin 2025, Catherine Cornand succède a Bernard Fontana en tant que présidente d'Arabelle solutions à la suite de la nomination de ce dernier comme président d'EDF.
Arnaud Westrelin, quant a lui reste dans ses fonctions de Directeur d'Arabelle solutions.
Dans le cadre de la cession, Arabelle Solutions est complétée des activités mondiales de GE Steam Power (hors Amérique), également issues du rachat de 2015 d'Alstom Power par l'ancien conglomérat américain General Electric. Freshfields Bruckhaus Deringer (‘Freshfields’) a conseillé EDF dans le cadre de la finalisation de l’acquisition des activités nucléaires de GE Vernova, portant sur l’îlot conventionnel des centrales nucléaires, comprenant les activités de maintenance et de fabrication des « turbines Arabelle », à l’exception des activités de services sur le continent américain. Certaines filiales acquises par EDF avaient préalablement été renommées « Powerstatic Solutions » par GE, notamment pour les sites de Bucarest (Roumanie) et à Sunand (Inde),.

### Identité visuelle

Logo d'Alstom Power Systems, filiale d'Alstom Power jusqu'en 2018.
Logo de GE Alstom Nuclear Systems, filiale de General Electric de 2018 à 2024.
Logo d'Arabelle Solutions, filiale d'EDF, depuis 2024.

## Implantations
| Site                            | Activité                             | Pays        | Entité précédente | 2015-2024        | Entité suivante         |
| ------------------------------- | ------------------------------------ | ----------- | ----------------- | ---------------- | ----------------------- |
| Belfort, Territoire de Belfort  | Fabrication (site historique Rateau) | France      | Alstom Power      | General Electric | Arabelle Solutions      |
| La Courneuve, Seine-Saint-Denis | Services (site historique Rateau)    | France      | Alstom Power      | General Electric | Arabelle Solutions      |
| Nanterre, Hauts-de-Seine        | Siège et services                    | France      | Alstom Power      | General Electric | Arabelle Solutions      |
| Nantes, Loire-Atlantique        | Services                             | France      | Alstom Power      | General Electric | Arabelle Solutions      |
| Ludres, Meurthe-et-Moselle      | Électronique                         | France      | Alstom Power      | General Electric | Arabelle Solutions      |
| Rugby, Warwickshire             | Fabrication                          | Royaume-Uni | Alstom Power      | General Electric | Arabelle Solutions      |
| Sanand, Gujarat                 | Fabrication                          | Inde        | Alstom Power      | General Electric | Arabelle Solutions      |
| Noida, Uttar Pradesh            | Services                             | Inde        | Alstom Power      | General Electric | Arabelle Solutions      |
| Hitec City, Hyderabad           | Services                             | Inde        | Alstom Power      | General Electric | Arabelle Solutions      |
| Wuhan, Hubei                    | Services                             | Chine       | Alstom Power      | General Electric | Arabelle Solutions      |
| Bucarest                        | Services                             | Roumanie    | Alstom Power      | General Electric | Arabelle Solutions      |
| Baden, Argovie                  | Siège                                | Suisse      | Alstom Power      | General Electric | Conservé par GE Vernova |
| Massy, Essonne                  | Services                             | France      | Alstom Power      | General Electric | Conservé par GE Vernova |
| Marseille, Bouches-du-Rhône     | Services                             | France      | Alstom Power      | General Electric | Conservé par GE Vernova |
| Villeurbanne, Métropole de Lyon | Services                             | France      | Alstom Power      | General Electric | Conservé par GE Vernova |